# هاينز برينكمان
هاينز برينكمان (بالألمانية: Heinz Brinkmann) (و. 1948 – م) هو مخرج، وكاتب سيناريو، من ألمانيا.

## وصلات خارجية
- هاينز برينكمان على موقع IMDb (الإنجليزية)
- هاينز برينكمان على موقع ألو سيني (الفرنسية)
- هاينز برينكمان على موقع أول موفي (الإنجليزية)
- هاينز برينكمان على موقع كينوبويسك (الروسية)